# Lars Persson i Västvalla
Lars Persson (i riksdagen kallad Persson i Västvalla), född 9 september 1819 i Fellingsbro församling, Örebro län,, död där 5 mars 1879, var en svensk lantbrukare och politiker.
Persson företrädde bondeståndet i Fellingsbro härad vid ståndsriksdagen 1865–1866.